# 296930 McLaren
296930 McLaren este o planetă minoră (asteroid) din centura de asteroizi. A fost descoperită pe 13 februarie 2010 la Haleakalā Observatory⁠(d) de . 
Obiectul prezintă o orbită caracterizată de o semiaxă mare de 2,2902271858755 UAi, o excentricitate de 0,14076212244707, o înclinație de 5,9169579194313 ° în raport cu ecliptica.